# Sârghiești, Suceava
Sârghiești este un sat în comuna Todirești din județul Suceava, Bucovina, România.
 Acest articol despre o localitate din județul Suceava este deocamdată un ciot. Puteți ajuta Wikipedia prin completarea lui.